# 瓠瓜增三
海豚座16，又名BD+12 4501，HD 199254、SAO 106666、HR 8012，是海豚座的一颗恒星，视星等为5.58，位于銀經59.78，銀緯-20.42，其B1900.0坐标为赤經20h 50m 52.2s，赤緯+12° -20.42′ 10″。